# Ma thổi đèn
Ma thổi đèn (tiếng Trung: 鬼吹灯; bính âm: Guǐ Chuī Dēng, Hán-Việt: Quỷ xuy đăng) là một bộ truyện nhiều tập của Trung Quốc do tác giả Thiên Hạ Bá Xướng (Trương Mục Dã) viết.
Tên truyện "Ma thổi đèn" xuất phát từ "Bùa mô kim, ấn quật mộ, dỡ núi dời non tìm quyết chú. Nhân điểm chúc, quỷ xuy đăng, dò mồ đổ đấu kiếm vạn tiền" trong đó "Nhân điểm chúc, quỷ xuy đăng" (Người thắp nến, ma thổi đèn). Đại ý là khi vào hầm mộ, phải thắp một ngọn nến ở phía đông nam, nếu nến tắt thì phải thoát ra ngay và không được lấy vật của người chết.
Truyện ban đầu được đăng trên mạng Internet từ năm 2006, gây nên cơn sốt trên mạng và là tác phẩm đứng đầu 10 tiểu thuyết mạng được tìm kiếm nhiều nhất năm 2006. Sau đó truyện được xuất bản thành sách in.
Sau Ma thổi đèn, trên mạng lẫn thị trường sách in đã xuất hiện cả một trào lưu sáng tác theo chủ đề "trộm mộ". Ma thổi đèn gồm hai phần, mỗi phần bốn tập, mỗi tập là một cuộc phiêu lưu ly kỳ, rùng rợn của ba Mô kim hiệu úy - Người trộm mộ Hồ Bát Nhất, Tuyền béo, Shirley Dương. Ngoài những tình tiết dồn dập, Ma thổi đèn còn hấp dẫn ở những kiến thức phong thủy và huyền thuật được đan cài vào một cách vô cùng khéo léo.
Năm 2008, Ma thổi đèn tiếp tục lọt vào danh sách 10 tác phẩm được người Trung Quốc tìm đọc nhiều nhất.
Trong nguyên tác phần Tinh Tuyệt Cổ Thành chương 8 có chi tiết xuyên tạc về trận chiến năm 1979:
[Đại đội của tôi là mũi nhọn của sư đoàn chủ lực, xung phong đi đầu, chiến đấu mười ngày đã thương vong quá nửa, trong một lần hành quân, chúng tôi bị đặc công Việt Nam phục kích, họ ném gói thuốc nổ vào xe tải bọc thép chở lính của chúng tôi, tám chiến sĩ dưới quyền tôi đều bị chết trong xe. Lúc ấy tôi căm phấn vô cùng, đánh chết ba người tại chỗ, còn bắt sống hai dân binh người Việt, một già một trẻ.
Bọn họ là một ông già hơn năm mươi tuổi và một cô gái trẻ tầm hai mươi, so vẻ như là hai cha con. Một cấp dưới báo với tôi, chính cô gái này đã ngụy trang thuốc nổ thành hình đứa bé ẵm trong lòng, lúc đi qua xe thiết giáp liền ném vào trong. Tuyệt đối không nhầm được, chính cô ta là kẻ gây hại.
Điều tôi sợ nhất trong đời chính là nhìn thấy đồng đội chết trước mặt mình, trong cơn thịnh nộ đã quên sạch cả ba mục kỷ luật, tám điều chú ý và cả chính sách đối đãi với tù binh, mà ra tay hết sức dã man với họ.]

## Tên các tập trong bộ truyện

### Của chính tác giả

#### Ma thổi đèn
Phần một: Ma thổi đèn
- Thành Cổ Tinh Tuyệt
- Mê Động Long Lĩnh
- Trùng Cốc Vân Nam
- Thần Cung Côn Luân

Phần hai:
- Mộ Hoàng Bì Tử
- Quy Khư Nam Hải
- Thi vương Tương Tây
- Vu hiệp Quan Sơn

#### Mô Kim Hiệu Úy
Thiên Hạ Bá Xướng sau khi nhượng quyền thương hiệu Ma thổi đèn đã viết tiếp câu truyện về ba mô kim hiệu úy trong hệ liệt mới của mình tên Mô Kim Hiệu Úy. Cuốn đầu tiên trong bộ Mô Kim Hiệu Úy được viết vào năm 2015 tên Mô Kim Hiệu Úy - Cửu U Tướng Quân. Hiện tại Thiên Hạ Bá Xướng đã viết tới cuốn thứ hai là Mô Kim Hiệu Úy - Câu Thi Pháp Vương nhưng sau đó đã dừng lại.

#### Mô Kim Quyết
Một phần khác cũng của tác giả viết. Nội dung kể về những năm 60 của thế kỉ XX, Hồ Bát Nhất và Tuyền béo được phân công về tham gia sản xuất kiến thiết tại Hắc Long Giang, binh đoàn nông khẩn, nông trường số 17 của sư đoàn 3. Trung đội trưởng an bài ba người là Hồ Bát Nhất cùng Tuyền béo và nhân viên liên lạc trực ở lại để trông coi vật tư, còn mình thì dẫn theo những người khác rời khỏi nông trường. Mấy người ở lại trông coi nông trường, phát hiện củi gỗ trong nhà kho ngày càng ít. Thì ra là do một con hồ ly kiếm chuyện báo thù, lén lút lấy đi củi. Ít hôm sau, một trận bão tuyết trước giờ chưa từng thấy ập đến, mấy người dự tính bắt con hồ ly, chẳng ngờ gặp phải một đàn sói từ Siberia tới đang tán loạn chạy bão, vì chạy thoát thân nên đi theo con hồ ly chui vào một cái hang đất, vô tình phát hiện một cổ mộ từ thời nhà Liêu bị che giấu từ vạn năm trước.
- Quỷ môn thiên sư

#### Mục Dã Quỷ Sự
"Ma Thổi Đèn - Mục Dã Quỷ Sự" là tác phẩm Thiên Hạ Bá Xướng khổ tâm sáng tác trong vòng 4 năm, giải đáp toàn bộ những thắc mắc/mơ hồ trong "Ma Thổi Đèn"! Đây là một cuốn tiểu thuyết hỗn hợp hiện thực & hư cấu, trộm mộ & thám hiểm. Tác phẩm là nơi tác giả tập hợp những câu chuyện ly kỳ thú vị mà bản thân đã trải qua, tràn ngập màu sắc huyễn ảo.

### Của Ngự Định Lục Nhâm
Năm 2011, nhà sách Kim Thành (Trung Quốc) đã xuất bản bộ Ma Thổi Đèn mới, dưới sự nhượng quyền của tác giả Thiên Hạ Bá Xướng, người viết là Ngự Định Lục Nhâm. Ngự Định Lục Nhâm là một nhóm tác giả viết văn, gồm sáu người. Do được phép của Thiên Hạ Bá Xướng mà nhóm Ngự Định Lục Nhâm đã viết ra bộ Ma Thổi Đèn mới dựa theo 8 cuốn đầu. Cuốn đầu tiên tên Ma Thổi Đèn - Thánh Tuyền Tầm Tung. Không chỉ dừng lại ở 1 cuốn, Ngự Định Lục Nhâm còn viết thêm:
- Ma Thổi Đèn - Thánh Tuyền Tầm Tung
- Ma Thổi Đèn - Phủ Tiên Độc Cổ
- Ma Thổi Đèn - Sơn Hải Yêu Trủng
- Ma Thổi Đèn - Tương Tây Nghi Lăng
- Ma Thổi Đèn - Trấn Khố Cuồng Sa

## Chuyển thể

### Phim truyền hình
| Năm  | Tên phim                                                                     | Hãng sản xuất                                                                                            | Diễn viên chính | Ngày phát hành                                                                                    | Số tập | Ghi chú                 |
| ---- | ---------------------------------------------------------------------------- | --- | --- | ------------------------------------------------------------------------------------------------- | ------ | ----------------------- |
| 2016 | Ma Thổi Đèn - Tinh Tuyệt Cổ Thành - ( Candle In The Tomb )                   | Công ty trách nhiệm hữu hạn điện ảnh Mộng Tưởng Giả (Bắc Kinh) Đằng Tấn (Tencent) Chính Ngọ Dương Quang. | Cận Đông vai Hồ Bát Nhất Trần Kiều Ân vai Shirley Dương Triệu Đạt vai Tuyền béo                                                                   | Phát hành vào 19 tháng 12 năm 2016 – 6 tháng 2 năm 2017, độc quyền trên trang Tencent QQ          | 21     | Chương trình chiếu mạng |
| 2017 | Ma Thổi Đèn - Mục Dã Quỷ Sự - (Ghosts Blow Out The Light: Mu Ye Gui Shi )    | | Vương Đại Lục vai Hồ Thiên, con trai của Hồ Bát Nhất và Shirley Dương Trương Bác Vũ vai Vương Diệu, con trai của Tuyền béo Kim Thần vai Băng Luân | Phát hành vào 03 tháng 07, 2017 – tháng, 2017, độc quyền trên trang                               | 24     | Chương trình chiếu mạng |
| 2017 | Ma Thổi Đèn - Mộ Hoàng Bì Tử - ( Candle In The Tomb : The Weasel Grave )     | Chính Ngọ Dương Quang.                                                                                   | Nguyễn Kinh Thiên vai Hồ Bát Nhất Từ Lộ vai Họa Mi Hách Hảo vai Đinh Tư Điềm Lưu Triều vai Vương Khải Tuyền Lý Ngọc Khiết vai Yên Tử              | Phát hành vào 21 tháng 07, 2017 – tháng, 2017, độc quyền trên trang                               | 20     | Chương trình chiếu mạng |
| 2018 | Ma Thổi Đèn - Nộ Tinh Tương Tây - ( Candle In The Tomb : The Wrath Of Time ) | Đằng Tấn (Tencent), Vạn Đạt, Thất Ấn Tượng liên hợp sản xuất.                                            | Phan Việt Minh vai Trần Ngọc Lâu Cao Vỹ Quang vai Chá Cô Tiếu Tân Chỉ Lôi vai Hồng Cô Nương                                                       | Phát hành từ 21 tháng 01 năm 2019 - 04 tháng 03, năm 2019, độc quyền trên trang Tencent QQ        | 21     | Chương trình chiếu mạng |
| 2020 | Ma thổi đèn - Mê động Long Lĩnh - ( Candle In The Tomb : The Lost Caverns )  | | Phan Việt Minh vai Hồ Bát Nhất Trương Vũ Kỳ vai Shirley Dương Khương Siêu Lý vai Tuyền béo Cao Vỹ Quang vai Chá Cô Tiếu                           | Phát hành vào 01 tháng 04 năm 2020 - 01 tháng 05, năm 2020, độc quyền trên trang Tencent QQ, WeTV | 18     | Chương trình chiếu mạng |
| 2021 | Ma thổi đèn – Trùng cốc Vân Nam - ( Candle In The Tomb : The Worm Valley )   | | Phan Việt Minh vai Hồ Bát Nhất Trương Vũ Kỳ vai Shirley Dương Khương Siêu Lý vai Tuyền béo                                                        | Phát hành vào 30 tháng 08 năm 2021 - Kênh phát sóng: WeTV                                         | 16     | Chương trình chiếu mạng |

### Phim điện ảnh
| Năm  | Tên phim                                                                                    | Hãng sản xuất        | Diễn viên chính                                                        | Ngày phát hành       | Ghi chú |
| ---- | ------------------------------------------------------------------------------------------- | -------------------- | ---------------------------------------------------------------------- | -------------------- | --- |
| 2015 | Ma Thổi Đèn: Chín Tầng Yêu Tháp - ( Chronicles of the ghostly tribe )                       |                      | Triệu Hựu Đình, Diêu Thần, Đường Yên, Lý Thần, Lý Quang Khiết          | 30 tháng 9 năm 2015  | Bộ Phim đã kiếm được 14,2 triệu đô la Mỹ trong ngày đầu công chiếu tại Trung Quốc vào thứ Tư, ngày 30 tháng 9 năm 2015, đứng đầu tại phòng vé hàng ngày. Trong tuần đầu công chiếu, phim thu được 34 triệu đô la Mỹ, xếp thứ hai tại phòng vé Trung Quốc sau Lost in Hong Kong . |
| 2016 | Ma Thổi Đèn: Tầm Long Quyết (tên tại Việt Nam Kẻ Trộm Mộ: Huyền Thoại Trở Lại) - The Ghouls |                      | Thư Kỳ, Trần Khôn và Hoàng Bột, Angelababy.                            | 8 tháng 1 năm 2016   | Bộ phim thu được 200 triệu Nhân dân tệ (31 triệu USD) chỉ sau 1 ngày ra rạp tại Trung Quốc, được xem là phim định dạng 3D đầu tiên của Trung Quốc có doanh thu kỷ lục trong ngày đầu công chiếu.                                                                                 |
| 2018 | Ma Thổi Đèn: Trùng Cốc Vân Nam - ( Mojin: The Worm Valley )                                 |                      | Vu Hằng, Cố Tuyền, Mã Dục Kha, Thái Hành, Thành Thái Sân (giáo sư Tôn) | 29 tháng 12 năm 2018 | Được đánh giá 4.6/10 trên trang IMDb |
| 2019 | Ma Thổi Đèn: Vu Hiệp Quan Sơn - Mojin                                                       |                      | Mễ Đặc, Triệu Tả, Vu Tâm Nghiên                                        | 1 tháng 6 năm 2019   | Chuyển thể từ Ma Thổi Đèn tập 8 - Vu Hiệp Quan Sơn |
| 2020 | Ma Thổi Đèn: Bí Mật Mộ Chi Long Lĩnh - Dragon Labyrinth                                     | Tân Bản Trường Ảnh Á | Diễn viên: Khang Ninh,Lâm Vũ Thân,Triệu Lôi Kỳ                         |                      | |
| 2020 | Ma Thổi Đèn: Tương Tây Mật Tạng - ( Mojin: Mysterious Treasure )                            |                      | Diễn Viên: Hồ Tuyết Nhi, Lý Điện Tôn, Trương Trí Nghiêu                |                      | |
| 2021 | Ma Thổi Đèn: Mộ Hoàng Bì Tử - ( Mojin: The Tomb Of Weasel )                                 |                      | Diễn Viên: Chu Trừng Úc, Dương Đông Kỳ, Tôn Nhã Lệ                     |                      | |